# Digital Radio Mondiale
 For alternative betydninger, se DRM.
Digital Radio Mondiale (DRM) er en verdensstandard til at sende en digital radiokanal.
DRM er beskrevet i IEC's og ETSI standard (ETSI ES 201 980).
Ligesom FM har RDS, har DRM også mulighed for afsendelse af andre data end lyddata, herunder tekstinformation. DRM kan også sende i stereo.
I DRM-signalet er der mulighed for at sende information om alternative frekvenser for den givne radiostation. Dette kan og er blevet anvendt til at modtageren automatisk anvender den bedste radiostation. DRM-informationen kaldes AFS (Automatic Frequency Switching).

## DRM30
Via lang-, mellem- og kortbølgebåndene (150 kHz – 30 MHz) anvendes DRM30. Disse bånd kan nu formidle digital radio i næsten FM-kvalitet.

### DRM30 test i Danmark
I perioden 3. oktober 2008 til 16. juni 2011 har Kalundborg Langbølgesender med enkelte afbrydelser udsendt pausesignal og identifikationsteksten "DR Kalundborg" i DRM, der kan modtages i hele Danmark med særlige digitale modtagere eller med en pc tilsluttet en analog modtager.

## DRM+
DRM+ er DRM designet til frekvenser over 30 MHz. Fx er DRM+ succesfuldt testet via VHF bånd I, VHF bånd II ("FM-båndet") og VHF bånd III. DRM+ kan sameksistere med FM-radiokanaler i VHF bånd II.